# 天眷
天眷（てんけん）は、金の熙宗の治世で用いられた元号。1138年 - 1140年。

## 西暦・干支との対照表
| 天眷 | 元年   | 2年    | 3年    |
| 西暦 | 1138年 | 1139年 | 1140年 |
| 干支 | 戊午   | 己未   | 庚申   |